# 天主教郑州教区
天主教郑州教区（拉丁語：Dioecesis Cemceuvensis）是罗马天主教在中国河南省设立的一个教区，屬於河南教省。

## 概況
1946年4月11日，聖座在中國設立聖統制，鄭州宗座代牧區升格為鄭州教區，屬於河南教省。
1950年，鄭州教區信徒人數為20,514人、18個堂區、24位司鐸（13位教區司鐸、11位修會司鐸）和62位修女。教座位於河南省郑州市二七区铭功路的郑州教区耶稣圣心主教座堂。現任教區正權主教為王躍勝。

## 历史
1882年8月28日，聖座把河南宗座代牧區一分為三，成立河南南境宗座代牧區、河南北境宗座代牧區及河南西境宗座監牧區。宗座監牧區範圍包括河南省32縣，且在1904年由聖方濟沙勿略會派遣義大利籍會士負責管理。1906年6月23日，賈師誼神父出任河南西境宗座監牧，教座設立在襄城縣。
1911年5月2日，聖座將河南西境宗座監牧區升格為河南西境宗座代牧區，且繼續任命賈師誼為首任宗座代牧及1912年4月12日晉牧就任。1924年12月3日，河南西境宗座代牧區教座遷到鄭州縣，且更名為鄭州宗座代牧區。1929年5月25日，聖座從鄭州宗座代牧區劃出河南省的西部南城縣及部分地區，成立洛陽宗座監牧區。
1946年4月11日，聖座宣佈在中國正式建立聖統制，將鄭州宗座代牧區升格為鄭州教區，屬於河南教省，丁玉守主教出任教區正權主教。
1949年10月1日，中國共產黨在中國大陸地區建立中華人民共和國，並開始針對天主教進行宗教迫害及打壓，教會已經無法正常功能。1951年，丁玉守主教其他外籍傳教士先後被捕和驅逐出境，而需要由中國本地神父繼續管理教區內的教務。
1966年至1979年文化大革命期間，教區內的所有宗教活動停止。1980年代初，教區逐步恢復宗教活動。
2023年12月16日，教宗方濟各任命王跃胜爲鄭州教區主教，並於翌年1月25日舉行晉牧禮。

## 歷任主教

### 河南西境宗座監牧
- 賈師誼神父,S.X.（1906年6月23日-1911年5月2日）：意大利籍[5]

### 河南西境宗座代牧
- 賈師誼主教,S.X.（1911年5月2日-1924年12月3日）：意大利籍

### 鄭州宗座代牧
- 賈師誼主教,S.X.（1924年12月3日-1944年10月22日）：意大利籍
- 教座從缺（1944年-1946年）

### 鄭州主教
- 丁玉守主教,S.X.（1946年5月10日-1983年）：意大利籍[6]
- 教座從缺（1983年-2023年）
- 王躍勝主教（2023年12月16日-現任）[7][8][9][10][11]